# Shane Told
Shane Matthew Told (Scarborough, Ontario, 13 de febrero de 1981) es el vocalista de la banda de post hardcore canadiense Silverstein.

## Biografía
Sus padres son Joyce Told y Hando Told, tiene una hermana mayor llamada Rina Told. Vive en Burlington, Ontario. En 1996, comenzó a tocar y escribir música. Una de sus influencias personales ha sido el álbum de Metallica, Black Album. Es vegano y es miembro, al igual que Silverstein, de PETA.